# Dioscorea gillettii
Dioscorea gillettii är en enhjärtbladig växtart som beskrevs av Milne-redh. Dioscorea gillettii ingår i släktet Dioscorea och familjen Dioscoreaceae. Inga underarter finns listade i Catalogue of Life.